# Sveriges Civilingenjörsförbund
Sveriges Civilingenjörsförbund (Civilingenjörsförbundet, CF) var ett svenskt fackförbund inom SACO. CF bildades 1861 som Svenska Teknologföreningen och hade 2005 101 000 medlemmar. För att bli medlem skulle man vara eller studera till civilingenjör eller högskoleingenjör. Förbundets arbetslöshetskassa var AEA, Akademikernas erkända arbetslöshetskassa.
Förbundet gav ut medlemstidskriften Civilingenjören. I medlemskapet ingick även prenumeration på tidskriften Ny Teknik och en gratis inkomstförsäkring.
Den 1 januari 2007 gick CF ihop med Ingenjörsförbundet och bildade Sveriges Ingenjörer.

## Ordförande

### Svenska Teknologföreningen
- 1884–1892: Adolf Ahlsell
- 1972–1973: Martin Fehrm

### Sveriges Civilingenjörsförbund
- 1985–1989: Ingrid Bruce
- 1995–2002: Gerhard Raunio
- 2002–2006: Ulf Bengtsson